# Dassault Mercure
Дасо Меркурий (Dassault Mercure) е френски пътнически самолет. Разработка му започва в средата на 60-те, а първият му полет се състои на 28 май 1971 година. Последната машина е изведена от експлоатация през 1995 година.

## История
През 1967 г. по препоръка на френското правителство, Dassault решават да разработят конкурент на Boeing 737. Новият самолет има 140 места и се конкурира със 100, 115 и 200-местните версии на Boeing 737. Новата машина е добра възможност Дасо̀ да покаже на пазара на граждански самолети, достиженията си в областта на аеродинамиката и достигането на подемна сила при ниски скорости.
Използван е целият опит натрупан при създването на бойните самолети Dassault Ouragan, Dassault Mystère и Dassault Mirage. Собственикът и основател на фирмата Марсел Дасо решава новият самолет да се нарича Меркурий (на френски Mercure). „Исках
да дам на новия самолет име на бог от гръцката митология, но от всички се оказа, че има само един бог, който има криле на шлема и елерони на краката, от там дойде и името Меркурий“ – разказва Марсел Дасо. За проектиране на крилото са използвани модерни за времето си
компютри. Въпреки че е по-дълъг от Boeing 737, Mercure 100 е по-бързият от двата самолета. През юни 1969 г. на парижкото
авиоизложение Бурже е представен пълноразмерен макет на самолета. На 4 април 1971 първият прототип Mercure 01 е изкаран от завода на Дасо в Бордо. Той е оборудван с два реактивни двигателя Pratt & Whitney JT8D-11 с тяга 6800 kg. всеки. Първият полет е извършен на 28 май 1971 година. Вторият прототип е вече с двигатели Pratt & Whitney JT8D-15, с които се оборудват серийните машини. Той прави първи полет на 7 септември 1972 година. На 19 юли 1973 излита първата серийна машина. На 12 февруари 1974 Mercure покучава сертификат за летателна годност, а на 30 септември същата година самолета получава категория IIIА даваща право на автоматичино кацане независимо от метеорологичните условия (минимална видимост 150 метра и минимална височина 15 метра). Mercure е първият граждански самолет, който при един от полетите си е бил управляван само от женски екипаж.
Mercure е съвместен проект на Dassault Aviation, Fiat (Италия), CASA (Испания), ADAP (Белгия), FW (Швейцария) и Canadair (Канада), в действителност това е първият международен самолет. Той може да се разглежда, като индиректен предшественик на Airbus. От посочените партньори Дасо поемат 14% от разходите по проектиране, а френското правителство 45%. На пръв поглед новият самолет много прилича на Boeing 737, извършил своя първи полет през 1967 година. За разлика от Boeing 737, Mercure е с 5 см. по-широк освен това е и по-дълъг, със своите 150 места френската машина има и по-голям капацитет. Разположението на двигателите Pratt & Whitney JT8D е същото, както при Boeing 737. Общо са произведени 10 серийни машини и един прототип, който впоследствие е преоборудван в пътнически самолет по желание на Air Inter. Предвижда се подобрена версия на самолета с новите по-иконоични двигатели CFM 56 и съответно по-голяма далечина на полета.